# Jan Axamit
Jan Axamit (12. února 1870 Rychnov nad Kněžnou – 18. listopadu 1931 Praha) byl český lékař a archeolog.

## Život
Vystudoval Lékařskou fakultu University Karlovy v Praze. Už za studií překládal staroperskou poezii, kterou tiskl v Osvětě. Po praxi na zahraničních klinikách působil od roku 1898 jako odborný lékař chorob nosních, ušních a krčních v Praze na Žižkově. V letech 1917–1918 sloužil ve vojenské nemocnici v Pardubicích.
Kromě lékařské praxe vynikl jako archeolog; asi od 1890 pomáhal Břetislavu Jelínkovi při výzkumech na Tetíně u Berouna. Na rozhraní mezi tetínským hradem a vápencovým lomem pak nalezl v roce 1916 důležité neolitické sídliště.
Působil v Prehistorickém odboru Společnosti přátel starožitností českých v Praze, za první světové války krátce vedl pravěké oddělení Národního muzea a od roku 1918 byl konzervátorem památkové péče. Počátkem dvacátých let pracoval pro Státní archeologický ústav v Praze a vedl výzkum v jeskyních Českého krasu (Koda, Děravá).
Jeho badatelská činnost směřovala zejména k archeologickému výzkumu okolí Prahy, a byl to zejména Tetín, Kazín, Libušín, Hloubětín, Džbán v Šárce, Děvín, Levý Hradec, hradiště u Klukovic, Závist. Zachránil jedinečnou keramiku z Kloboučku nad Zlíchovem, kudy dnes vede silnice na Barrandov. Nejvýznamnější je jeho studium eneolitu, v němž navázal na práce Jaroslava Palliardiho. Podle poznatků z Kazína zavedl pojem řivnáčské kultury, kterou identifikoval v roce 1925. Zabýval se soustavou keltských pevností v Čechách a vztahy mezi dobou římskou a hradištní.
Zemřel v Praze 18. listopadu 1931 ve věku jednašedesáti let. Je pohřben v rodinném hrobě na Olšanech.
Pojednání o bádenské kultuře, vydané posmrtně v roce 1932, zůstalo jen torzem zamýšlené souhrnné práce o českém eneolitu. Během své archeologické činnosti vybudoval i významnou archeologickou sbírku, kterou po jeho smrti zakoupilo v roce 1935 Národní muzeum.
Jeho památku připomíná největší přírodní brána v Českém krasu, pojmenovaná Axamitova brána.